# Irena Francová
Irena Dohnálková Francová (* 4. Januar 1970 als Irena Francová) ist eine ehemalige tschechische Skibobfahrerin. Mit 25 Weltmeistertiteln und etlichen Weltcupsiegen ist sie hinter Alena Housová die zweiterfolgreichste Athletin in der Geschichte der nichtolympischen Sportart. Außerdem gewann sie zwischen 1989 und 1998 siebenmal den Skibob-Gesamtweltcup.

## Biografie
Irena Francová begann in Deštné v Orlických horách mit dem Skifahren und wechselte später zum Skibobsport. Im Alter von 17 Jahren gewann sie bei den Weltmeisterschaften in Grächen im Riesenslalom und im Slalom ihre ersten beiden Weltmeistertitel. Den Titel in ihrer Paradedisziplin Slalom konnte sie bei den folgenden beiden Austragungen in Dorfgastein und Oberammergau jeweils verteidigen. Zudem entschied sie 1988/89 erstmals den Skibob-Gesamtweltcup für sich.
Bei den Weltmeisterschaften 1991 in Davos gewann Francová erstmals fünf von fünf möglichen Medaillen, wobei sie sich im Slalom zum vierten Mal zur Weltmeisterin kürte. Im Jahr darauf holte sie in Zell am See als erste und einzige Skibobfahrerin der Geschichte bei einer einzigen WM-Gold in allen fünf Disziplinen. 1993 gewann sie in Špindlerův Mlýn mit Super-G, Riesenslalom und Slalom erneut alle WM-Rennen und kehrte an die Spitze des Gesamtweltcups zurück, nachdem sie sich im Vorjahr noch ihrer Landsfrau Soňa Jandová hatte geschlagen geben müssen. Den Sieg im Gesamtweltcup konnte sie in den nächsten Jahren fünfmal in Folge verteidigen. Im Rahmen der nächsten beiden Weltmeisterschaften blieb sie mit je einer Goldmedaille unter ihren Möglichkeiten, übertraf aber mit ihrem insgesamt 16. Titel den Rekord der Österreicherin Petra Tschach-Wlezcek. Bei den Weltmeisterschaften 1996 in Villach gewann sie drei Goldmedaillen, bei den folgenden Titelkämpfen in Balderschwang wieder alle vier. Ihre letzten beiden Titel (Slalom und Kombinationswertung) errang sie 1998 in Neukirchen am Großvenediger. Zwei Tage nach ihrem 30. Geburtstag erklärte Francová ihre aktive Laufbahn im Januar 2000 für beendet. Als Grund für den Rücktritt nannte sie anhaltende Rücken- und Gelenkprobleme.
1999 heiratete Francová den Bürgermeister der Gemeinde Orlické Záhoří und späteren stellvertretenden Gouverneur des Královéhradecký kraj, Helmut Dohnálek (Občanská demokratická strana, später SNK Evropští demokraté), und nahm einen Doppelnamen an. Bis zur Geburt ihres Sohnes trainierte sie fünf Jahre lang Skibobfahrer in Deštné und gründete später den gemeinnützigen Verein Bona Via, der sich für sie sportlich-kulturelle Förderung von Kindern einsetzte. Sie lebt mit ihrer Familie in Rychnov nad Kněžnou.

## Erfolge

### Weltmeisterschaften
- 25 Goldmedaillen (1 Abfahrt, 4 Super-G, 5 Riesenslalom, 10 Slalom, 5 Kombination)
- 6 Silbermedaillen (2 Abfahrt, 2 Super-G, 1 Riesenslalom, 1 Kombination)
- 4 Bronzemedaillen (1 Super-G, 2 Riesenslalom, 1 Kombination)

### Weltcup-Platzierungen
| Saison  | Platz | Punkte |
| ------- | ----- | ------ |
| 1986/87 | ?     | ?      |
| 1987/88 | ?     | ?      |
| 1988/89 | 1.    | ?      |
| 1989/90 | ?     | ?      |
| 1990/91 | 3.    | ?      |
| 1991/92 | 2.    | ?      |
| 1992/93 | 1.    | ?      |
| 1993/94 | 1.    | ?      |
| 1994/95 | 1.    | ?      |
| 1995/96 | 1.    | ?      |
| 1996/97 | 1.    | ?      |
| 1997/98 | 1.    | ?      |
| 1998/99 | ?     | ?      |

### Weitere Erfolge
- mehrere tschechoslowakische und tschechische Staatsmeistertitel in allen Disziplinen